# Hitachi Construction Machinery
Hitachi Construction Machinery Co., Ltd. (日立建機株式会社?) é uma companhia de máquinas e equipamentos japonesa, sediada em Tóquio, subsidiaria do grupo Hitachi.

## História
A companhia foi estabelecida em 1951.

## Afiliadas

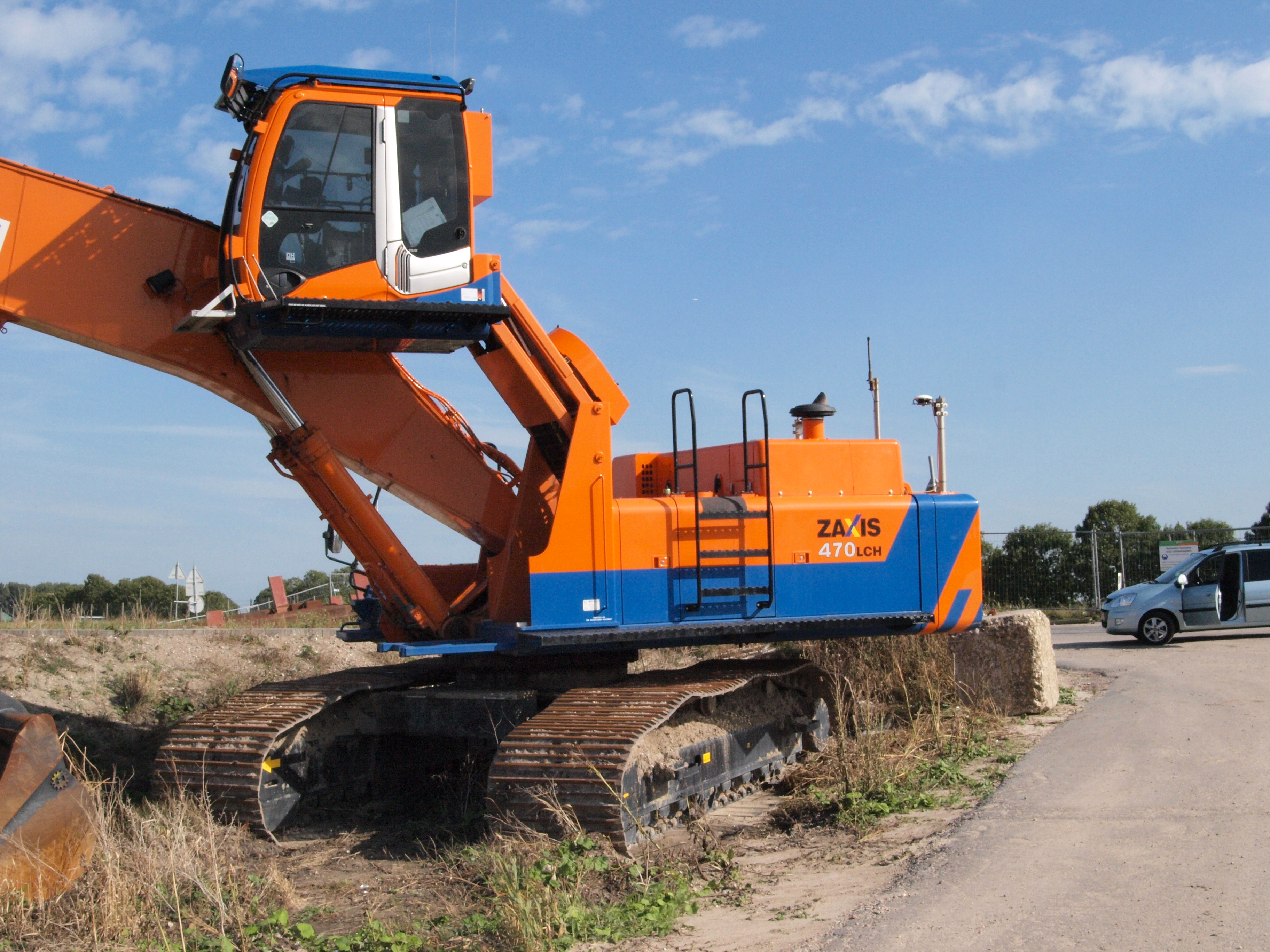
Hitachi Zaxis 470 LCH

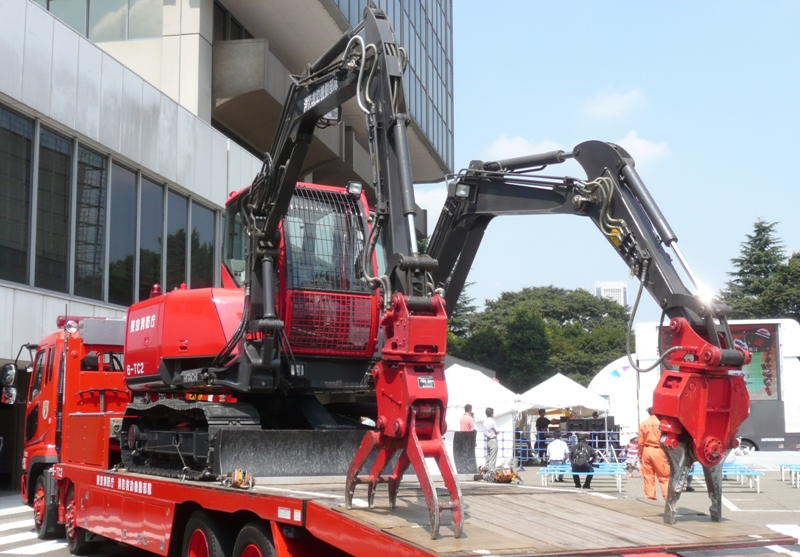
ASTACO.

Japão
Hitachi Construction Machinery Japan Co., Ltd.
Hitachi Construction Machinery Camino Co., Ltd.
Hitachi Construction Machinery REC Co., Ltd.
Hitachi Construction Machinery Tiera Co., Ltd.
Hitachi Sumitomo Heavy Industries Construction Crane Co., Ltd.
Yamanashi Hitachi Construction Machinery Co., Ltd.
Okinawa Hitachi Construction Machinery Co., Ltd.
HCL Co., Ltd.
UniCarriers Corporation
Asia
Hitachi Construction Machinery Asia and Pacific Pte. Ltd.
P.T. Hitachi Construction Machinery Indonesia
Hitachi Construction Machinery (Thailand) Co., Ltd
Tata Hitachi Construction Machinery Co. Pvt. Ltd. (India)
Yungtay-Hitachi Construction Machinery Co., Ltd. (Taiwan)
Hitachi Construction Machinery (China) Co., Ltd;Africa
Hitachi Construction Machinery Africa Pty. Ltd. (South Africa)
Europa
Hitachi Construction Machinery (Europe) N.V. (the Netherlands)
America
Deere-Hitachi Construction Machinery Corporation (USA)
Hitachi Construction Truck Manufacturing Ltd. (Canada)
Wenco International Mining Systems Ltd. (Canada)
Oceania
Hitachi Construction Machinery (Australia) Pty. Ltd.